# Bartholomaeides János László
Bartholomaeides János László (Ochtina, 1787. január 10. – Uhorszka, 1862. május 15.) evangélikus lelkész, Nógrád megye táblabírája.

## Élete
Bartholomaeides László fia volt. A wittenbergi egyetemen 1805-ben bevégezvén tanulmányait, Köviben lett lelkész; 1810-ben Baradnán, azután Ratkóbisztrón, végül Uhorszkán lelkészkedett.

## Munkái
- Memoriae Ungarorum qui in alma condam universitate Vitebergensi a tribus proxime concludendis seculis studia in ludis patriis coepta confirmarunt. Pesthini, 1817. (Közöltetnek ebben a vittenbergai egyetemre beiratkozott magyar tanulók nevei életrajzi adatokkal 1522-től 1822-ig.) Online
- Regestrum bursae Cracoviensis Hungarorum. Budae, 1821. (Névtelenűl.)
- Memoria Ladislai Bartholomaeidis ecclesiae Ochtinensis v. d. ministri… Pestini, 1828. (latin eredeti: Online hozzáférés) (magyar fordítása: Online hozzáférés)
- Bartholomaeides Prediger zu Uhorszka… Rosenau, 1847. (Önéletrajz, több függelékkel (Anhang), Neusohl, 1850.)
- Der II–VIII. Abschnitt des Anhangs zu meinem Lebenslaufe. Neusohl, 1851–54. (Ehhez: Appendix. B.-Gyarmat, 1857.)